# Jason deCaires Taylor
Jason deCaires Taylor (Dover, 12 agosto 1974) è uno scultore britannico.

Jason deCaires Taylor. Dream collector (Collezionista di sogni)

È noto soprattutto per l'installazione di sculture subacquee in siti specifici che danno vita progressivamente a barriere coralline artificiali. Queste opere riflettono i suoi interessi di scultore, ambientalista, fotografo subacqueo e istruttore di immersioni subacquee. I suoi lavori a Grenada rientrano tra le 25 maggiori meraviglie del mondo di National Geographic. Ha creato il più grande museo di scultura subacquea del mondo, l'Underwater Museum Cancún, situato al largo della costa tra Cancún e Isla Mujeres, in Messico.

## Biografia
Figlio unico di padre inglese e madre della Guyana, studia nel Kent per poi laurearsi nel 1998 in Scultura e Ceramica, presso il Camberwell College of Arts Institute di Londra. Fin da bambino inizia a manifestare la passione per il mare che si concretizza in un brevetto da istruttore di immersioni subacquee all'età di 18 anni.

## Carriera
Inizialmente realizza opere d'arte per mostre e gallerie, per poi rendersi conto della maggiore potenzialità di installazioni ambientali in luoghi della terra poco conosciuti o nei quali si sono verificate catastrofi naturali. Le sue opere sottomarine, enigmatiche ed evocative, affrontano temi diversificati: dalla vita quotidiana a temi politico-sociali come quello della migrazione. Le sue sculture incoraggiano gli organismi viventi sottomarini a crescere e modificare le superfici, che subiscono, così,  un'evoluzione da cemento a barriere coralline artificiali. Le sue creazioni spesso alludono alla relazione dell’umanità col mondo naturale e alla necessità di conservazione, decadimento e rinascita di quest'ultimo. Sono per lo più ispirate a persone reali.
Nel 2009 trasferisce il suo studio in Messico, dove crea il primo museo subacqueo al mondo, il Cancún underwater museum (Museo subacuatico de arte, meglio noto come MUSA), composto da più di 485 sculture sommerse e 30 pezzi sulla terraferma tra la costa di Cancun e la costa occidentale dell'Isola Mujeres. Il progetto è stato commissionato e supportato nel 2008 dalla CONANP (Commissione nazionale delle aree naturali protette nazionali) e dall’Associazione nautica di Cancún, ufficialmente aperta nel novembre del 2010.
Su alcune opere l'artista impianta coralli vivi recuperati da aree di barriera corallina danneggiata:
- Hombre en llamas (L'uomo in Fiamme), ispirato ad un pescatore locale, ha frammenti di corallo sulla testa e sul busto;
- La Jardinera ( La Giardiniera ), una ragazza sdraiata su un patio, sdraiata vicino a un vaso contenente coralli;
- El colecionista de los sueños (Il Collezionista di Sogni),  un uomo che archivia i messaggi in bottiglia.

La Evolución Silenciosa (L'evoluzione Silenziosa), installata novembre del 2010, è considerata la più grande collezione di arte subacquea. E', infatti, composta da 450 sculture in cemento a grandezza naturale, posizionate, una di fianco all'altra, su un'area sabbiosa di circa 420 metri quadri. La posizione è stata scelta strategicamente per reindirizzare i visitatori in zone lontane dalle scogliere naturali, così che queste possano rigenerarsi. Le opere toccano temi storici e contemporanei, formano singoli blocchi che danno vita ad una complessa barriera corallina artificiale in cui prolifera la vita acquatica. Se in prossimità l'insieme evoca una folla di persone, in lontananza la forma ricorda quella di un occhio.
Alla fine del 2013 l'artista ha già collocato quasi 700 sculture in diverse zone del mondo. Ocean Atlas (Atlante dell'oceano), situata alle Bahamas, con i suoi cinque metri di altezza e 60 tonnellate di peso, è considerata la più grande scultura subacquea al mondo.
Nel 2015 realizza la sua prima opera a Londra, The Rising Tide (La marea crescente). Questa è situata nei pressi di sedi politico-istituzionali; è quindi visibile da tutti coloro che sono coinvolti nel dibattito sul cambiamento climatico e che sono, spesso, responsabili di politiche dannose per l'ambiente.
Nel 2016 si stabilisce a Lanzarote, dove lavora ad un nuovo museo sottomarino, il Museo Atlantico, a 300 metri di distanza dalla costa.  Questo è costituito da circa 300 sculture, alcune semplicemente in piedi, altre in posizioni più complesse (un uomo sdraiato su una pira funeraria, un gruppo di rifugiati su una barca). Dal 10 gennaio 2017, il museo è stato aperto ai sub accompagnati da guide museali.
Nel 2017 crea l'Australian Museum of underwater art a Townsville.

## Conservazione
È stato riconosciuto tra i primi artisti a integrare l'arte contemporanea con la conservazione della vita marina. Le sue installazioni, infatti, contribuiscono a preservare le barriere coralline naturali, già sottoposte agli effetti dell'inquinamento marino, del riscaldamento globale, oltre a danni derivanti da uragani e pesca eccessiva.

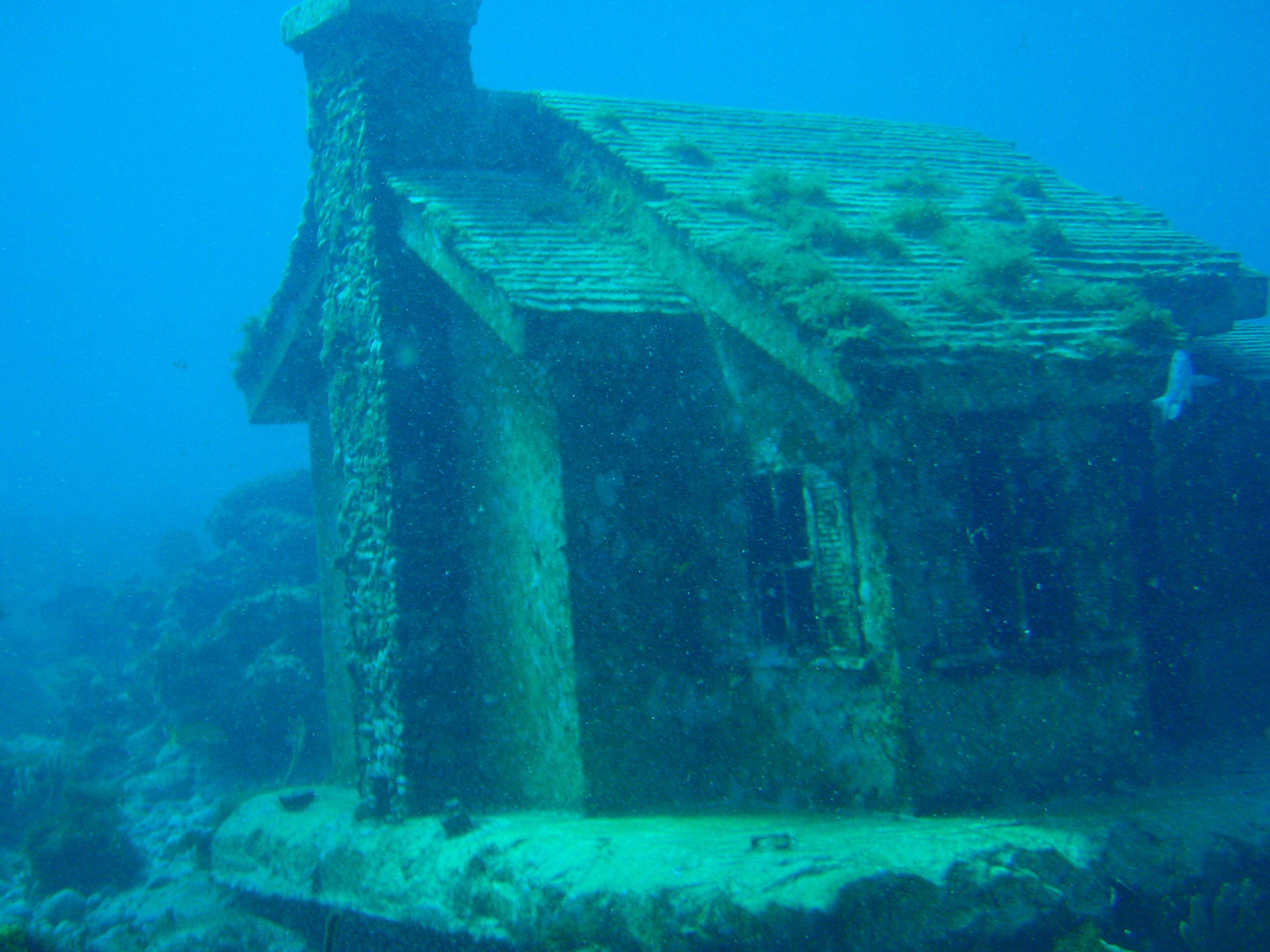
Opera di Jason deCaires Taylor al Museo subacuatico de arte (MUSA), tra Cancún e Isla Mujeres, Messico

Lavorando a fianco di biologi marini, utilizza materiali resilienti, stabili e rispettosi dell'ambiente. Utilizza un tipo di cemento a pH neutro che favorisce la crescita del corallo e inserisce frammenti di corallo danneggiati nelle sue figure. Le sue sculture sono habitat per la vita marina e favoriscono un aumento della biomassa degli ecosistemi locali.
Le opere sono posizionate in modo preciso sul fondo del mare per evitare le correnti.  Il critico d'arte David De Russo le definisce "un'esibizione evolutiva vivente [...]. Sono un mezzo per trasmettere speranza e consapevolezza ambientale".
Il lavoro di Taylor è stato classificato come eco-arte ed è stato presentato nel 2010 da Greenpeace in una campagna concomitante con la Conferenza sul clima delle Nazioni di Cancún.

## Opere
- Museum of Underwater Art, Great Barrier Reef, Australia.
- NEST 2017. Isole Gili, Indonesia.
- 2016 Rubicon, Museo Atlantico, Lanzarote, Isole Canarie, Spagna.
- 2016 Zattera di Lampedusa, Museo Atlantico, Lanzarote, Isole Canarie, Spagna.
- 2016 Jolateros, Museo Atlantico, Lanzarote, Isole Canarie, Spagna.
- 2016 Contenuto, Museo Atlantico, Lanzarote, Isole Canarie, Spagna.
- 2016 Fotografi, Museo Atlantico, Lanzarote, Isole Canarie, Spagna.
- 2015 The Rising Tide, Thames Foreshore, Londra, Regno Unito
- 2014 Ocean Atlas. New Providence a Nassau, Bahamas
- 2013 Non si torna indietro. Punta Nizuc, Museo Subacuático de Arte. Cancún, in Messico
- 2013 Autoimmolazione. Punta Nizuc, Museo Subacuático de Arte. Cancún, in Messico
- Resurrezione 2013. Punta Nizuc, Museo Subacuático de Arte. Cancún, in Messico
- 2013 Vein Man. Punta Nizuc, Museo Subacuático de Arte. Cancún, in Messico
- 2012 Urban Reef. Isla Mujeres, Museo Subacuático de Arte. Cancún, in Messico
- Bonifica 2012. Punta Nizuc, Museo Subacuático de Arte. Cancún, in Messico
- 2012 The Listener. Punta Nizuc, Museo Subacuático de Arte. Cancún, in Messico
- 2012 L'ultima cena. Punta Nizuc, Museo Subacuático de Arte. Cancún, in Messico
- 2011 The Holy Man. Punta Nizuc, Museo Subacuático de Arte. Cancún, in Messico
- Bomba a orologeria 2011. Punta Nizuc, Museo Subacuático de Arte. Cancún, in Messico
- 2011 The Musician. Musha Cay, Copperfield Bay, Bahamas
- 2011 The Anthropocene. Isla Mujeres, Museo Subacuático de Arte. Cancún, in Messico
- 2011 The Promise. Isla Mujeres, Museo Subacuático de Arte. Cancún, in Messico
- 2011 Ineria. Punta Nizuc, Museo Subacuático de Arte. Cancún, in Messico
- 2011 Void. Punta Nizuc, Museo Subacuático de Arte. Cancún, in Messico
- Eredità 2011. Punta Nizuc, Museo Subacuático de Arte. Cancún, in Messico
- 2011 The Silent Evolution. (450 sculture) Isla Mujeres, Museo Subacuático de Arte.
- 2009 Il giardiniere della speranza. Punta Nizuc, Museo Subacuático de Arte. Cancún, in Messico
- Collezionista di sogni 2009. Isla Mujeres, Museo Subacuático de Arte. Cancún, in Messico
- 2009 Man on Fire. Isla Mujeres, Museo Subacuático de Arte. Cancún, in Messico
- 2009 Solitudine invertita. Chepstow National Diving Centre, Regno Unito
- 2008 Alluvia. Il fiume Stour, Canterbury, Kent, Regno Unito.
- 2008 The Un-Still Life II. Scultura in pietra pubblica, Palini, Creta, Grecia.
- 2007 Vicissitudes. Parco delle sculture sottomarine Moliniere, Grenada
- 2007 The Fall from Grace. Parco delle sculture sottomarine Moliniere, Grenada
- 2007 The Un-Still Life. Parco delle sculture sottomarine Moliniere, Grenada
- 2006 Grace Reef. Parco delle sculture sottomarine Moliniere, Grenada
- 2006 Siena. Parco delle sculture sottomarine Moliniere, Grenada
- 2006 The Lost Corrispondent. Parco delle sculture sottomarine Moliniere, Grenada